# Lund, Horsens
Lund är en by i Horsens kommun, Mittjylland, Danmark. Byn är belägen 6 km 
från Horsens. Orten har 2 757 invånare (2021). Stadsområdet inkluderar Vinten.